# Хемус (автомагистраль)
Автомагистраль A2 «Хемус» (болг. Автомагистрала A2 „Хемус“) — строящаяся в Болгарии европейская автомагистраль, чья длина на август 2015 года составляет 167 км при запланированных 433 км. Делится на два участка: первый идёт от Софии до Ябланицы и пересекает Стару-Планину, второй идёт от Варны до Шумена. В планах строителей соединить Софию с Варной и тем самым соединить автодороги E 70 (Варна — Шумен), E 772 (Шумен — Ябланица) и E 83 (Ябланица — София).

## Строительство
Первый участок автомагистрали Правец — Ябланица начал строиться в 1984 году, однако из-за недостатка средств его строительство было заморожено, и он был открыт официально только 5 декабря 1999. Поскольку в районе Стара-Планины преобладает горная местность, два участка — протяжённостью 5,47 и 16 км соответственно — включают в себя два виадука и тоннель, а на самом участке от Софии до Ябланицы находятся ещё три тоннеля. Участок длиной 12,8 км соединяет Шумен с Каспичаном на востоке: его строительство обошлось в 77,6 млн болгарских левов, а открытие состоялись 30 декабря 2005.
В июле 2013 года был открыт ещё один участок автодороги к Шумену, в августе 2013 — участок от Яны до Софии (Софийской кольцевой дороги). В августе 2015 года был открыт ещё один участок дороги длиной 4,9 км, включающий дорожную развязку со съездами на дороги Русе—Варна и Коритно—Белокопитово.
Национальная компания «Стратегические проекты инфраструктуры» в январе 2013 года начала разрабатывать проект по расширению автомагистрали «Хемус» путём строительства участка Ябланица — Панайот-Волово, а в 2014 году заключила контракты на разработку проекта всех восьми участков дороги. В январе 2015 года было объявлено о подготовке к строительству ещё двух участков между Ябланицей и дорогой Плевен—Ловеч.
После 2015 строительство задерживалось, по прогнозам окончание строительства будет в 2023 году.

## Участки
| Съезд | Км    | Пункты назначения                               | Состояние       |
| ----- | ----- | ----------------------------------------------- | --------------- |
|       | 0     | Софийская кольцевая дорога, Ботевградское шоссе | Эксплуатируется |
|       | 1     | Долни-Богров E 871                              | Эксплуатируется |
|       | 8,5   | Яна                                             | Эксплуатируется |
|       | 14    | Елешница                                        | Эксплуатируется |
|       | 21,5  | Потоп                                           | Эксплуатируется |
|       | 30,8  | Чурек                                           | Эксплуатируется |
|       | 32    | Витиньский тоннель                              | Эксплуатируется |
|       | 41    | Тоннель Топли-Дол                               | Эксплуатируется |
|       | 43    | Ечемишский тоннель                              | Эксплуатируется |
|       | 47,7  | Ботевград                                       | Эксплуатируется |
|       | 53,3  | Правец                                          | Эксплуатируется |
|       | 55    | Тоннель Правешки-Ханове                         | Эксплуатируется |
|       | 59,2  | Осиковска-Лакавица                              | Эксплуатируется |
|       | 66,5  | Джурово                                         | Эксплуатируется |
|       | 74,7  | Ябланица                                        | Эксплуатируется |
|       | 78,5  | Прелог (Ябланица)                               | Эксплуатируется |
|       | 87,8  | Боаза                                           | Эксплуатируется |
|       | 103,2 | Дерманци                                        | Строится        |
|       | 122,3 | Каленик                                         | Строится        |
|       | 139,3 | Плевен                                          | Строится        |
|       | 166,1 | Летница                                         | Строится        |
|       | 189,3 | Павликени                                       | Строится        |
|       | 222   | Поликраиште, Велико-Тырново                     | Строится        |
|       | 265,6 | Лом-Черковна, Ковачевец                         | Готовится       |
|       | 299   | Лозница                                         | Готовится       |
|       | 310,9 | Буховци                                         | Строится        |
|       | 337,3 | Белокопитово E 70                               | Эксплуатируется |
|       | 348   | Шумен-восток                                    | Эксплуатируется |
|       | 361   | Каспичан, Нови-Пазар                            | Эксплуатируется |
|       | 374,2 | Невша                                           | Эксплуатируется |
|       | 379,8 | Млада-Гвардия, въезд с востока, выезд с запада  | Эксплуатируется |
|       | 384,1 | Парковка (с востока)                            |                 |
|       | 384,4 | Провадия-север (дорога III-208)                 | Эксплуатируется |
|       | 385,8 | Парковка (с запада)                             | Эксплуатируется |
|       | 390,7 | Провадия-восток, Габырница                      | Эксплуатируется |
|       | 400,4 | Девня                                           | Эксплуатируется |
|       | 405,4 | Повеляново (Девня)                              | Эксплуатируется |
|       | 410,4 | Слынчево                                        | Эксплуатируется |
|       | 420,5 | Аэропорт Варна                                  | Эксплуатируется |
|       | 422,4 | АЗС (въезд с запада)                            | Эксплуатируется |
|       | 423,8 | Варна-запад                                     | Эксплуатируется |

## Интересные факты
- Название автомагистрали дано в честь старого названия Стара-Планины (лат. Haemus).
- В состав автомагистрали входит самый высокий автомобильный мост на Балканах Бебрешский виадук[англ.], его максимальная высота составляет 120 метров.

## Галерея

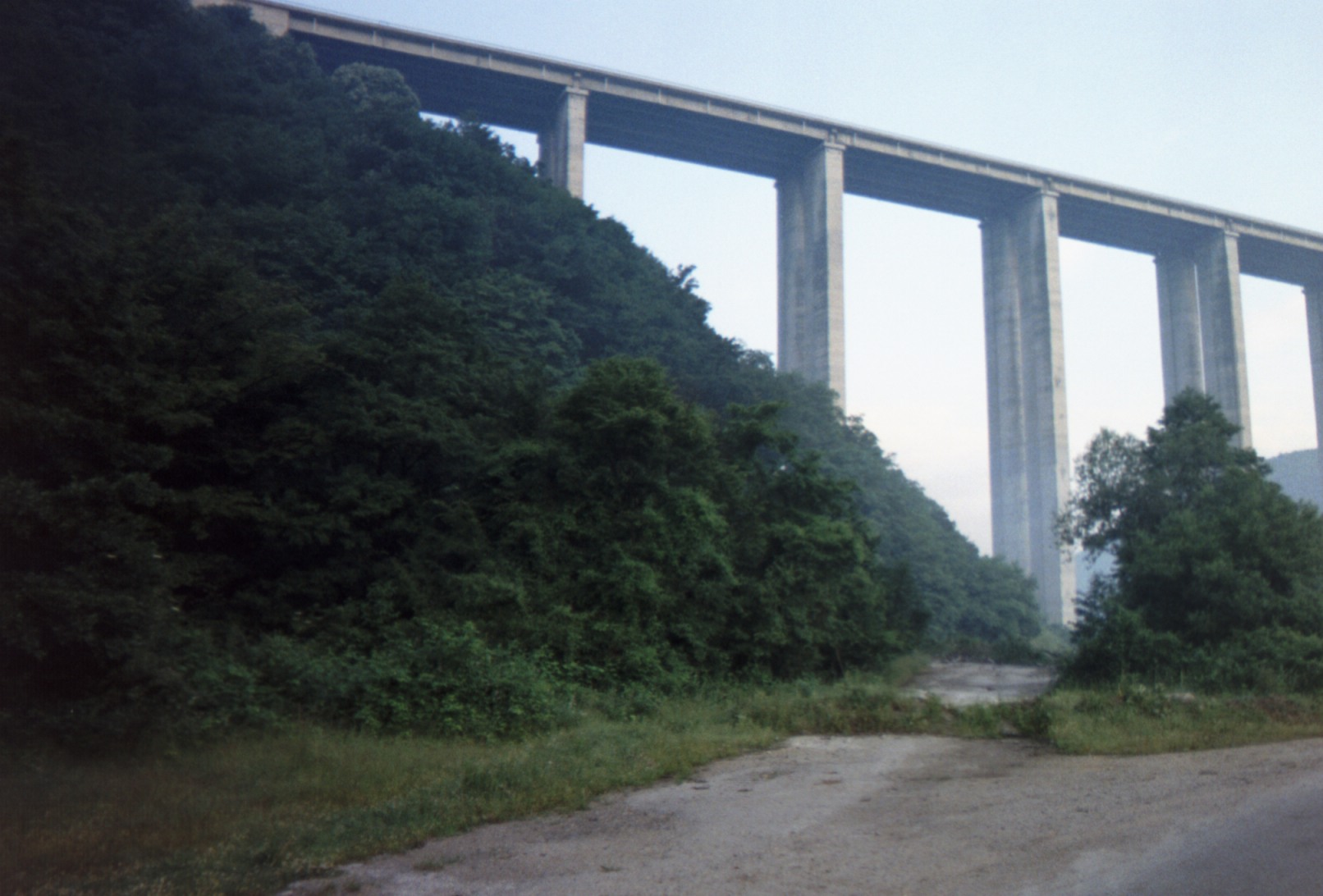
Участок автомагистрали в Витиньском проходе
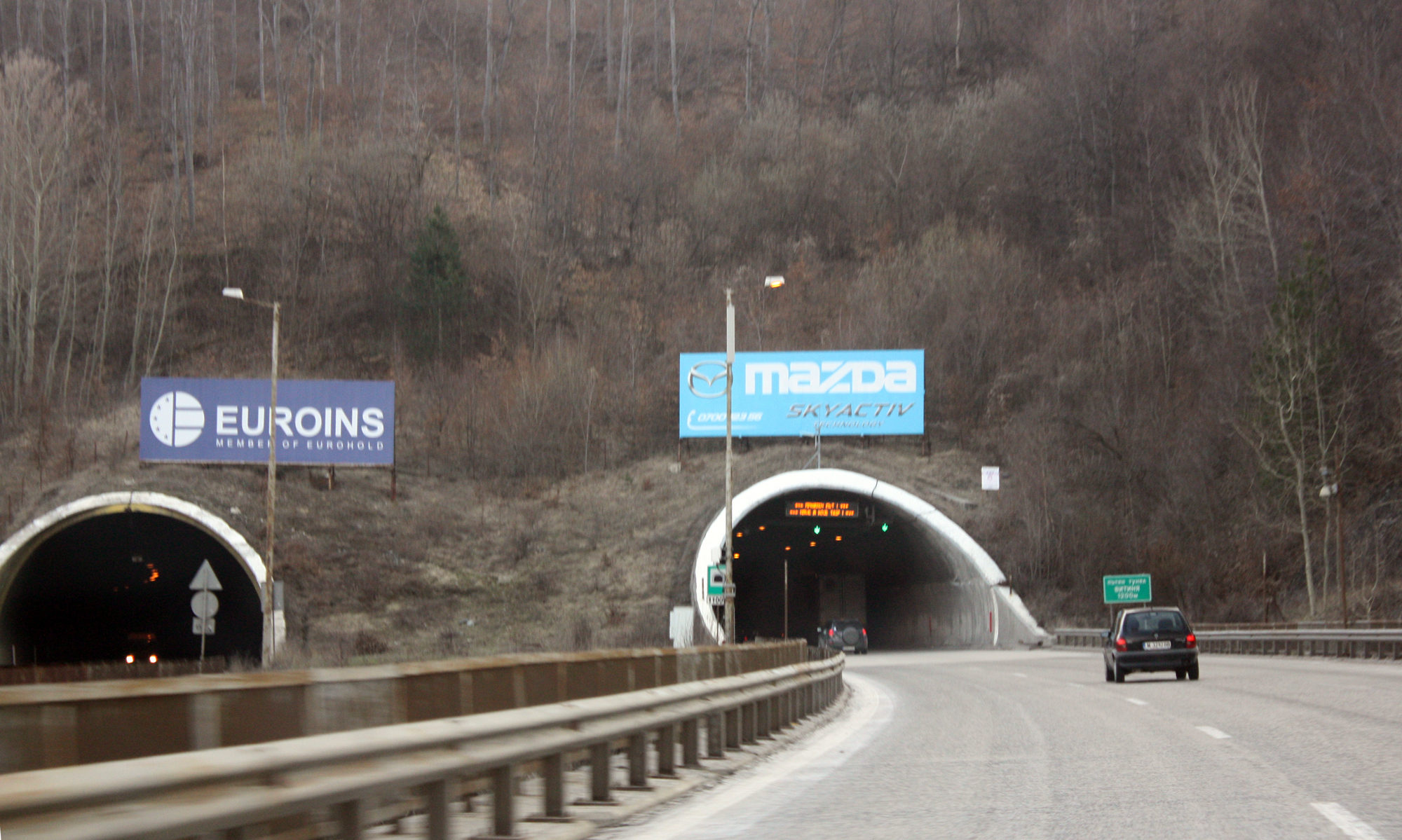
Витиньский тоннель
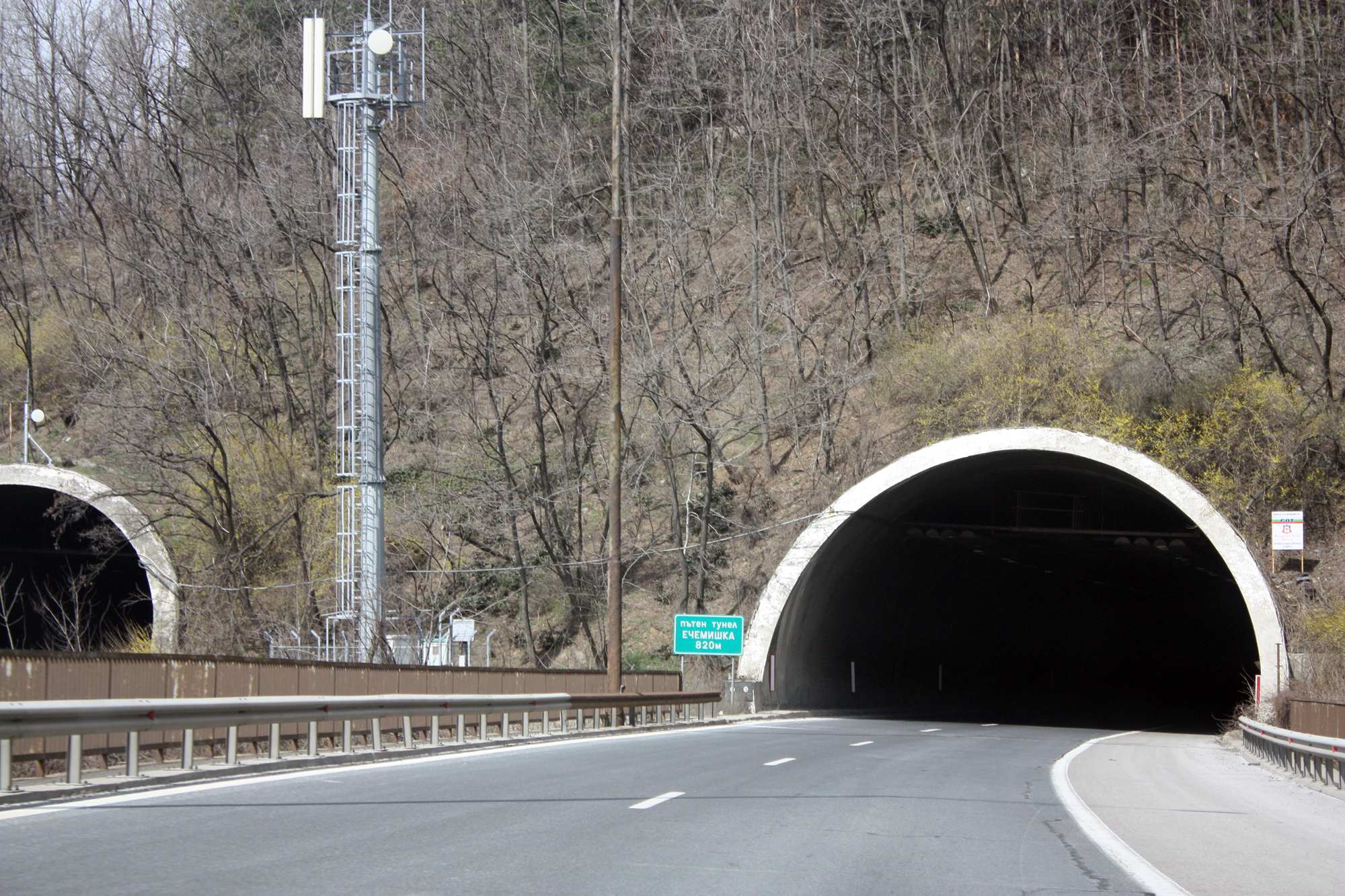
Эчемишский тоннель
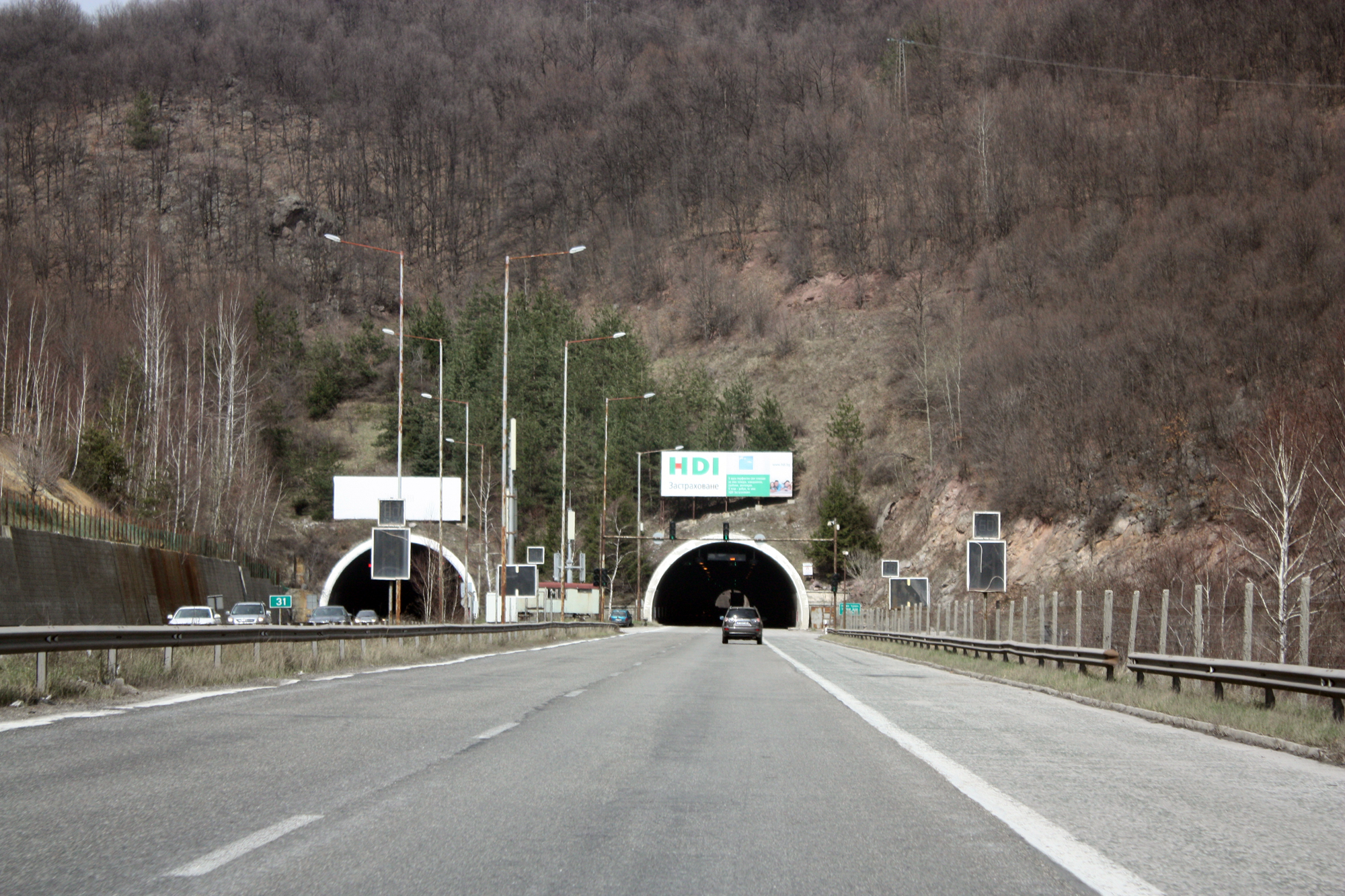
Тоннель Топли-Дол